# Amtlicher Preußischer Pressedienst
Amtlicher Preußischer Pressedienst (A. P. P.) war der Name einer Publikation der Regierungspressestelle des Freistaats Preußen zur Zeit der Weimarer Republik und der ersten Jahre der nationalsozialistischen Diktatur. Seit 1920 wurde dieser regelmäßige, entgeltfreie Pressedienst, im damaligen Jargon häufig auch Korrespondenz genannt, vorrangig zur Information von Journalisten der Tages- und Wochenzeitungen erstellt.
Er enthielt sowohl knappe Meldungen, Termin- und Veranstaltungshinweise und kleine Personalien als auch ganze politische Artikel, die die Medien als Rohmaterial verwenden oder ohne Änderung nachdrucken konnten. Der Dienst erschien bis zu sechs Mal pro Woche. Technisch war der A. P. P. wie die meisten Korrespondenzdienste einfach. Er wurde nicht telegraphisch übermittelt. Er war ein Manuskriptdienst. Mit Schreibmaschinen beschriftete Matrizen wurden auf vorgedruckten Kopfbögen in einen Vervielfältigungsapparat (Umdruck-Verfahren) eingespannt, der mehrere Hundert Exemplare herstellen konnte. Diese wurden per Kurier oder Post versandt.
Im Kaiserreich und zu Beginn der Weimarer Republik nutzten die Reichsregierungen und die Regierungen Preußens meist „offiziöse“ und „halbamtliche“ Zeitungen (wie die Norddeutsche / Deutsche Allgemeine Zeitung), Agenturen (wie Wolffs Telegraphisches Bureau, WTB) und Korrespondenzen, um Meldungen und Meinungen für einen breiteren Kreis zu veröffentlichen. In der Regel war kundigen Journalisten und Lesern klar, dass hinter der scheinbar unabhängigen Publikation eine Regierungsmitteilung stand.
Mit dem A. P. P. beschritt die republikanische Landesregierung, das Preußische Staatsministerium, ab Sommer 1920 neue Wege:
- Die staatliche Quelle wurde nicht verschleiert. Der Pressechef der Regierung war offiziell Herausgeber.
- Der Zugang zum Bezug des A. P. P. war nicht beschränkt; jede Redaktion durfte den Dienst beziehen, ohne Unterschied ihrer politischen Haltung.
- Diese Ausrichtung des amtlichen Nachrichtenwesens wurde als modern und republikanisch begriffen und aktiv so dargestellt
- Der A. P. P. verbreitete nicht nur rein sachlich–nachrichtliche Mitteilungen, sondern er versuchte im damaligen Format eines politischen Korrespondenzdienstes anerkannt zu werden. Dies schloss auch Kommentierung mit ein, also eine ausgeprägte Meinungsfärbung.
- Er unterschied sich durch seine an die Zeitungskunden angelehnte journalistische Sprache völlig von der juristischen und bürokratischen Sprache in ministeriellen Amts- und Verlautbarungsblättern.

Der Medienhistoriker Matthias Lau deutet das A. P. P.-Konzept als wichtige Innovation in der Geschichte der staatlichen Presse- und Öffentlichkeitsarbeit:
Das eigentlich Neue war, dass die Korrespondenz als Veröffentlichung der preußischen Regierung erschien. Die Pressestelle versuchte gar nicht erst, den amtlichen Charakter zu verleugnen. Sie warb für ihren Pressedienst als leistungsfähige und aktuelle politische Korrespondenz, die für eine neue Pressepolitik stand. […] Die preußische Pressepolitik zeigte am deutlichsten unter den Ländern der Weimarer Republik schon mit der Form der Nachrichtenversorgungen den Willen, das Regierungshandeln öffentlich zu rechtfertigen, und zugleich die Weigerung, sich in der Tradition des 19. Jahrhunderts aus Angst vor einem Autoritätsverlust auf eine lähmende Abwehrhaltung festlegen zu lassen.
Der langjährige Regierungssprecher und Leiter der Pressestelle, Pressechef Hans Goslar (1889–1945), positionierte den A. P. P. durch geschicktes Termin- und Redaktionsmanagement. Er platzierte zum Beispiel Ankündigungen und Artikel zu Feiern und Reden in dem Dienst, die mit einer Sperrfrist versehen waren, damit Redaktionen auch ohne eigenen Berichterstatter frühzeitig Beiträge zu einem geplanten Ereignis berücksichtigen konnten. Staatsbeamte schrieben Artikel, die zu bestimmten Sachthemen detaillierte Hintergründe und Argumente lieferten. Goslar erwartete von den Ministerien und Behörden, dass sie ihm systematisch Berichte über ihre erfolgreiche Arbeit zuleiteten, während Nachrichten mit negativem Potenzial vermieden wurden. Unter Goslars Regie war der Anspruch, über den engeren Verwaltungshorizont hinaus politische Kommunikation mit der Öffentlichkeit zu betreiben. Sein Stellvertreter Werner Peiser (1895–1991), der ab 1921 de facto die Redaktionsleitung innehatte und sich als „beamteter Journalist“ oder „Amtsjournalist“ verstand, beschrieb den Auftrag des A. P. P. 1929 so:
[Der A. P. P.] wird kostenlos ausgegeben, und es kann ihn beziehen, wer sich für seinen Inhalt oder für Inhaltsbestandteile interessiert. Hier wird in einer von der Amtssprache und jeglichem Schematismus befreiten Weise mitgeteilt, was die Regierung an Erlassen, Verordnungen, Kundgebungen herausgibt und wovon angenommen werden kann, dass es für einen größeren Personenkreis von Bedeutung und von Interesse ist, also sich nicht auf die Regelung des internen Dienstes, auf Vorschriften für das Funktionieren des bürokratischen Verwaltungsapparates beschränkt. […] [Er berichtet,] welche Arbeit der riesige Verwaltungsapparat leistet, wie er sie leistet, welche Erfolge gezeitigt werden, kurz, […] wie die Mittel, die aus den Taschen der Steuerzahler aufgebracht werden müssen, ihre Verwendung finden. 
Matthias Lau zufolge hatte die Korrespondenz zwischen 1923 und 1927 ungefähr 570 Abonnenten. Dazu zählten neben Redaktionen von Nachrichtenagenturen, Zeitungen, Verbands- und Fachzeitschriften auch rund 100 Einzelvertreter deutscher und ausländischer Zeitungen. Pressechef Hans Goslar sagte 1927 zu Ministerpräsident Otto Braun, der A. P. P. sei die meistgedruckte Korrespondenz Deutschlands. Wenn die Pressestelle zusätzliche Geld- und Personalmittel erhielt, wurde dies meist in den Ausbau des Pressedienstes investiert.
Der A. P. P. war als Nachrichtenversorger für regierungsamtliche Mitteilungen zentral. Er ging zunächst nur Redaktionen zu, die in Berlin ihren Sitz hatten oder in Berlin eine eigene Vertretung (Redaktionsbüro oder Einzelkorrespondenten) unterhielten. Für die Berliner Blätter und die Zeitungen aus Großstädten wie Berlin, Magdeburg, Hannover, Frankfurt, Köln, Düsseldorf oder Essen, die in Berlin eigene Mitarbeiter hatten, war der A. P. P. nur einer von mehreren ergänzenden Diensten. Diese Redaktionen hatten Mitarbeiter, die auch an den Pressekonferenzen der Landesregierung teilnahmen, persönlich Kontakte zu den Ministerien pflegten oder aus dem Landtag berichteten.
Nach und nach erweiterte der Dienst jedoch seinen Bezugskreis. Es gab Hunderte von Provinzzeitungen, die in der Hauptstadt keine Mitarbeiter vorhielten. Der A. P. P. wurde für viele Provinzblätter bald eine wichtige direkte Informationsquelle über die Landespolitik. Sie druckten zahlreiche Artikel direkt nach. Diese waren hinreichend attraktiv, dass auch Zeitungen, die der SPD-geführten Landesregierung politisch nicht nahestanden, oft die Artikel verwendeten. Im Vorfeld der Landtagswahlen 1928 gelang durch energische Werbung ein Wachstum der Auflage auf mehr als 900 versandte Exemplare; allerdings fiel ihre Zahl bald wieder um mehrere Hundert. Etwa 350 Zeitungen (von denen manche mehrere Exemplare bezogen) bezogen den A. P. P. Zwar war der Dienst nicht in erster Linie für die Verwaltung gedacht, aber auch andere behördliche Pressestellen, etwa in Kommunalverwaltungen, übernahmen Artikel in eigene Amtsblätter und sonstige Publikationen.
Der A. P. P. war jedoch auch oft Gegenstand von politischen und wirtschaftlichen Kontroversen. Der Freistaat Preußen galt in der Weimarer Republik als republikanisch-demokratisches Bollwerk gegen monarchistische, nationalistische und extremistische Kräfte. Mit nur kurzen Unterbrechungen regierten SPD-dominierte Koalitionen und SPD-Ministerpräsidenten, insbesondere der machtbewusste „rote Zar“ Otto Braun. Die Pressestelle nutzte den A. P. P., um für diese Politik Akzeptanz herzustellen und Angriffe abzuwehren. Umgekehrt versuchte die Opposition, insbesondere rechtsstehende Zeitungen wie die des Hugenberg-Konzerns, der unter dem Dach der Telegraphen-Union und Wipro zahlreiche eigene Korrespondenzen vertrieb, den A. P. P. anzugreifen. Die Opposition stellte den Dienst als unglaubwürdig, parteipolitisch einseitig und als Wahlkampfpropaganda dar und versuchte die Presse rechts der Mitte davon abzubringen, das Material des A. P. P. zu verwenden. Die scharfen Auseinandersetzungen verringerten die Reichweite.
Besonders umstritten war die Linie des A. P. P. 1925 während des Barmat-Skandals. Erst war er durch die Geheimhaltung der Justizbehörden schlecht informiert, dann zeigte er selbst einen problematischen Umgang mit den Informationen und versuchte die Sensationsberichterstattung der Presse unter Kontrolle zu bringen. Schließlich schwieg er ganz und nährte wiederum Gerüchte und Vorwürfe gegen die Pressestelle.
Der Ausbau des für Bezieher kostenfreien, vom Steuerzahler finanzierten A. P. P. war auch den privaten Wettbewerbern im Nachrichtengewerbe ein Dorn im Auge. Das nahm zu, je größer die politische Bandbreite der gelieferten Texte wurde. Dagegen protestierte etwa der Verein Deutscher Korrespondenz-Verleger (VDKV), ein Interessenverband der kommerziellen Informationsdienste und Agenturen.
Mit der Zeit wurde der Dienst auch für die Zielgruppe der kleineren Provinzzeitungen zu umfangreich, weil die Artikel immer länger und anspruchsvoller wurden. Diese lokal orientierten Zeitungen hatten nur begrenzten Platz und wollten einfache, kleine Nachrichten, keine Aufsätze. Der A. P. P. verlor die Zielgruppe aus den Augen und überforderte die Abonnenten. Zugleich kam es aufgrund des größeren Umfangs zu Verspätungen bei der Lieferung kam, so dass der A. P. P. im Wettbewerb zurückfiel. Die Provinzzeitungen waren aus wirtschaftlichen Gründen besonders interessiert an Korrespondenzen, die nicht Manuskripte, sondern bereits fertig gesetzte Seiten liefern konnten (Maternkorrespondenz). Die Pressestelle erwog über mehrere Jahre, den A. P. P. auch als Materndienst erscheinen zu lassen: Erwartet wurde, dass sich damit bis zu 2,5 Millionen Zeitungsleser zusätzlich erreichen ließen. Der Plan wurde jedoch nie verwirklicht.
Der A. P. P. existierte auch nach dem Preußenschlag 1932 und ab 1933 in der Zeit des Nationalsozialismus weiter (bis mindestens 1937). Die preußische Landesregierung betrieb jedoch anders als vor 1932 keine von der Reichsregierung und der NSDAP unabhängige Pressepolitik mehr, und die Presselenkung wurde auch für Preußen beim Reichsministerium für Volksaufklärung und Propaganda konzentriert.